# فتح مکه
فتح مکه به دست محمد و مسلمانان در سال ۶۳۰ میلادی برابر ۲۰ رمضان سال هشتم هجری انجام گرفت.

## پیشینه
بر اساس قرارداد صلح حدیبیه، بت‌پرستان قریش و مسلمانان پیرو محمد حق شبیخون زدن به کاروان‌ها و قبایل یک‌دیگر را نداشتند؛ پس از گذشت هفده یا هیجده ماه از صلح حدیبیه دو قبیله بنی‌بکر و بنی‌خزاعه نبرد کردند. گروهی از بنی‌خزاعه به نزد محمد رفتند و شبیخون قبیله بنی‌بکر را با پشتیبانی سران قریش دانستند.
ابوسفیان مکه را ترک کرد و به مدینه رفت؛ تا پیمان صلح حدیبیه را دوباره برقرار کند؛ اما محمد به وی توجهی نکرد و حتی دخترش رمله همسر محمد، نیز او را از خود راند. (بر اساس برخی منابع)
محمد، ارتشی ده‌هزار نفره از مسلمانان ترتیب داد و سرانجام به سوی مکه حرکت کرد؛ مسلمانان در جایی نزدیک مکه فرود آمدند.

### اسلام آوردن ابوسفیان
ابوسفیان به همراه عباس پسر عبدالمطلب به نزد محمد رفت. ابوسفیان از اعتراف به پیامبری محمد خودداری کرد؛ ولی به اصرار عباس شهادتین گفت. عباس، از محمد خواست که امتیازی به ابوسفیان داده شود. محمد در پاسخ گفت:

 آن کس که به خانه ابوسفیان پناهنده شود، در امان است. هر که شمشیر خود را بیندازد، در امان است. هر کس که در خانه خود بنشیند و در را ببندد، در امان است. هر کس که به مسجدالحرام درآید و در آن‌جا بنشیند، در امان است.
ابوسفیان تعهد کرد که قبل از ورود محمد به مکه، به آن شهر برود.

## ورود محمد به مکه
محمد، در زمان آمدن به مکه علمی را به دست عبدالله خثعمی سپرد و کسانی را که زیر علم وی گردآیند، در امان دانست. سربازان محمد، شهر را به تصرف خود درآوردند. محمد نیز به مسجدالحرام رفت و به طواف کعبه پرداخت. محمد بت هبل و دیگر بت‌های کعبه را شکست. محمد پس از فتح مکه اقدام به شکستن بت‌ها نمود، به پیشنهاد او، علی روی شانه‌هایش رفت و بت‌ها را یکی پس از دیگری به زمین انداخت پس از شکستن بت‌ها آیه ۸۱ سوره اسراء، «قُلْ جاءَ الْحَقُّ وَ زَهَقَ الْباطل إِنَّ الْباطِلَ کانَ زَهُوقاً» نازل شد. ماجرای بالا رفتن علی بر شانه‌های محمد را بسیاری از بزرگان اهل سنت در کتاب‌های خود روایت کرده‌اند از جمله: احمد بن حنبل، ابو یعلی موصلی، ابو بکر خطیب در تاریخ بغداد، محمد بن صباغ زعفرانی در «الفضائل»، حافظ ابو بکر بیهقی، قاضی ابو عمر و عثمان بن احمد در کتاب‌های خودشان، ثعلبی در تفسیرش، ابن مردویه در «المناقب»، ابن منده در کتاب «المعرفة»، طبری در «الخصائص»، خطیب خوارزمی در «الاربعین» و ابو احمد جرجانی در «التاریخ» روایت کرده‌اند
همچنین «ابو عبد اللَّه جعل» و «ابو القاسم حسکانی» و «ابو الحسن شاذان» کتاب‌هایی در اثبات این قضیه تألیف نموده‌اند.
سپس بلال حبشی را مأمور کرد که بر بام کعبه اذان بگوید. محمد، اعلام کرد که هر کس در خانه بتی دارد آن را بشکند یا بسوزاند. محمدبن عبدالله، هیئت‌هایی را به اطراف اعزام داشت تا بت‌هایی را که در بین پرستشگاه‌ها و معابد عشایر و قبایل بود، درهم شکنند. محمد، خالد بن ولید را مأمور شکستن بت عزی، عمرو بن عاص را مأمور ویران کردن بت‌خانه سُواع و همچنین سعید بن زید را مأمور شکست منات کرد.

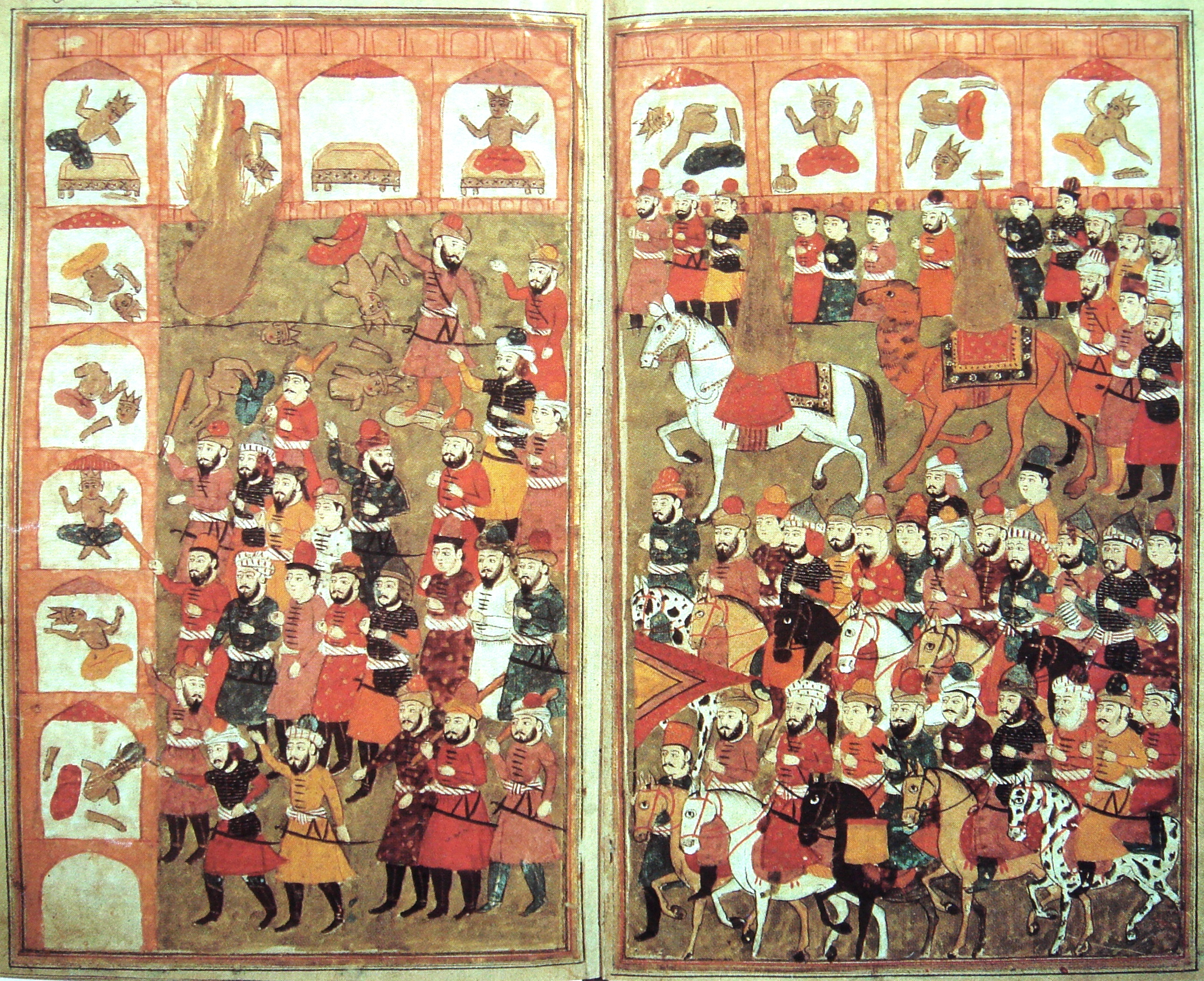
شکستن بت‌ها
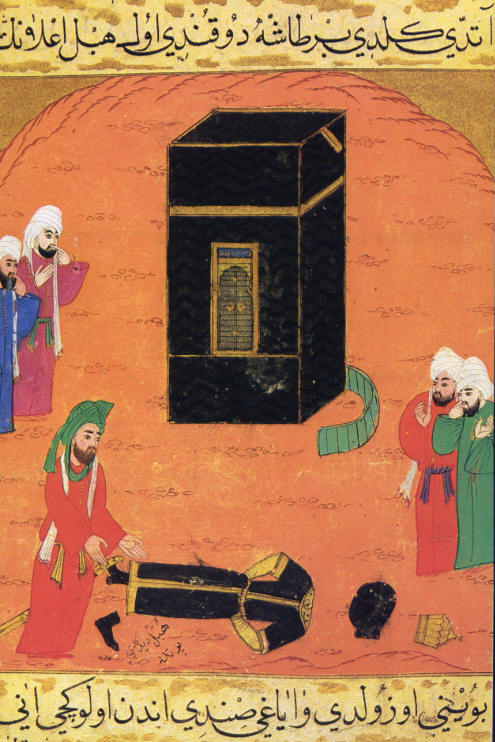
محمد و علی بت‌های کعبه را می‌شکنند
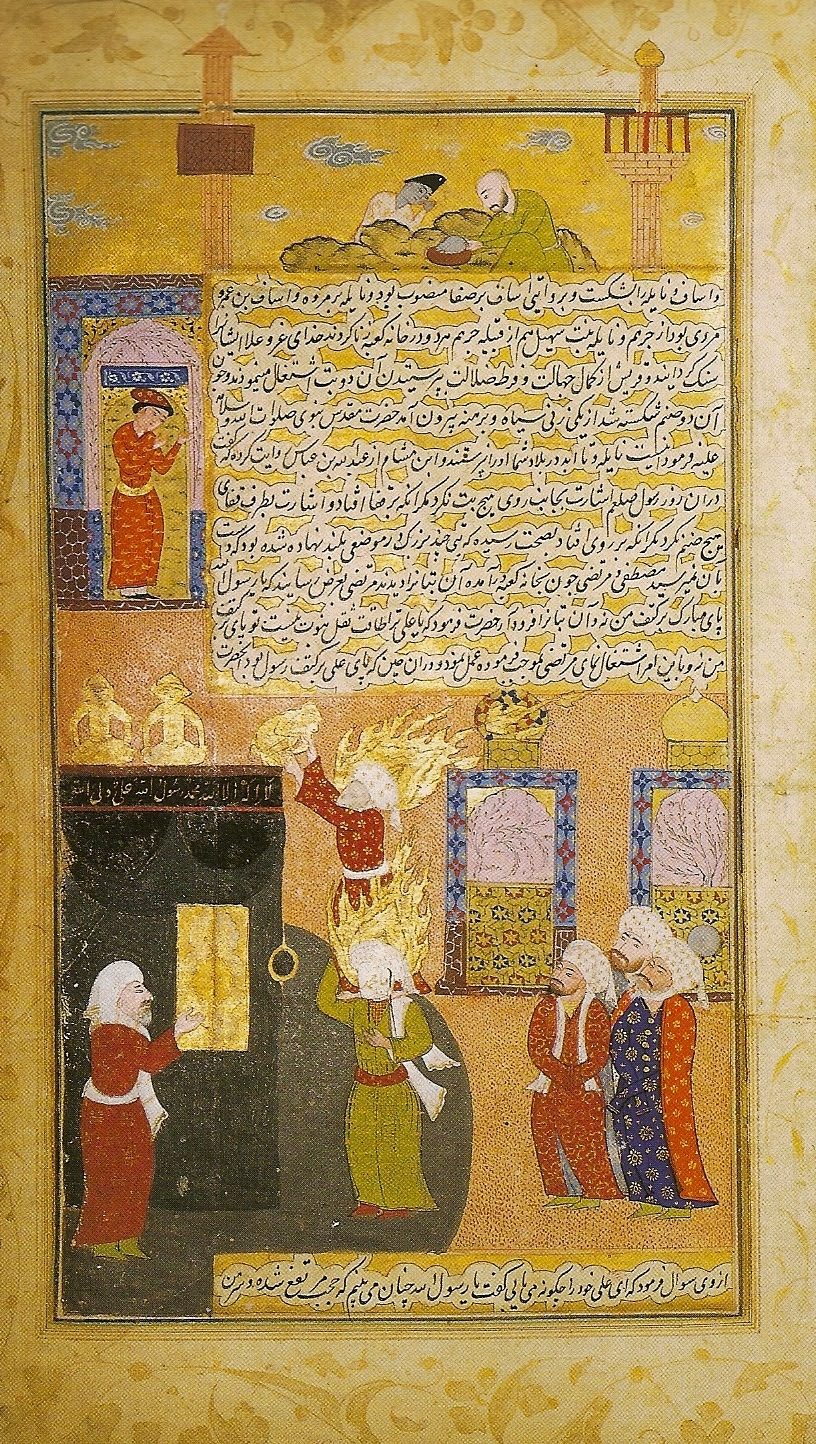
محمد و علی بت‌های کعبه را می‌شکنند

## عفو عمومی
با ورود محمد به مکه، بسیاری از سران قریش که در گذشته علیه او می‌جنگیدند به نزد وی آمدند؛ و از او طلب بخشایش کردند. محمد در جواب ایشان گفت:

 امروز سرزنشی بر شما نیست. خدا شما را می‌آمرزد و او مهربان‌ترین مهربانان است. بروید و شما آزادشدگانید. 
پس از فتح مکه محمد با اعلام عفو عمومی همهٔ قبایل از جمله قریش را به جز چند نفر بخشید. عبدالله بن (هِلال بن) خَطَل اَدْرَمی (از بنی تمیم بن غالب) از جمله افرادی است که مورد عفو عمومی قرار نگرفت. او به جرم قتل غلامی قصاص شد. مِقْیس بن صُبابه لَیثی؛ وی به جرم قتل یکی از انصار و پس از آن قتل، مرتد شدن، قصاص گشت. هند بنت عتبة مورد عفو محمد قرار گرفت.

## فرهنگ عامه
- ما مسلح به الله اکبریم